# Fluormetan
Fluormetan, även känt som metylfluorid, Freon 41 och HFC–41 är en ogiftig, lättantändlig gas vid normalt tryck och temperatur. Ämnet används vid tillverkning av halvledare och elektronikprodukter. I närheten av ett radiofrekvensfält dissocieras ämnet till fluoridjoner som kan användas för att etsa kiselföreningar.
Bindningsenergin i C–F är 552 kJ/mol och bindningslängden är 0,139 nm.

## Fysikaliska egenskaper
Värmekapacitiviteten för ämnet är Cp = 38,171 J/(mol·K) vid 25 °C.
Ämnets kritiska punkt ligger vid 44,9 °C och 6,280 MPa.
Fluormetan har en Global Warming Potential på 150.